# Предметна область
Предме́тна о́бласть (ПрО) — множина всіх предметів, властивості яких і відношення між якими розглядаються в науковій теорії. В логіці — гадана область можливих значень предметних змінних логічної мови.
Предметна область — це частина реального світу, що розглядається в межах певного контексту. Під контекстом можна розуміти область дослідження чи область, яка є об'єктом певної діяльності.
Предметна область або: універсум міркування, область теорії — множина об'єктів, що розглядаються в межах окремого міркування, наукової теорії. П. о. включає перш за все індивіди, тобто елементарні об'єкти, що вивчаються теорією, а також властивості, відносини і функції, що розглядаються в теорії. Наприклад, П. о. в зоології служить множина тварин, в теорії чисел — натуральний ряд чисел, в логіці предикатів — будь-яка фіксована область, яка містить щонайменше один предмет. П. о., що сполучає в єдність різнотипні об'єкти, що вивчаються в якійсь теорії, являє собою логічну абстракцію. Допущення існування П.о. нетривіальне, бо в звичайних міркуваннях далеко не завжди вдається задовольнити йому природним чином.
Поняття предметна область визначається і використовується в багатьох наукових дисциплінах: філософії, логіці, математиці, інформатиці, економіці тощо
Слід зауважити, що в наш час[коли?] відсутнє загальновизнане формальне визначення поняття предметної області. На жаль, відсутнє і її змістовне визначення. Прийнято вважати, що поняття предметної області не може бути формалізоване як первинне поняття. Відсутність конструктивного визначення поняття предметної області суттєво стримує розвиток математичної теорії інформаційних систем і інформаційних технологій.

## Функційне і забезпечувальне забезпечення АІС у ПрО
Функціональними називаються підсистеми, що підтримують певні функції процесу, спрямованого на досягнення цілей всієї АІС (планування, обліку, контролю, аналізу, моделювання тощо).
Забезпечувальними (або підтримувальними, див. системи підтримки рішень) підсистемами називаються ті, що надають відповідні ресурси для функціонування системи. У забезпечувальних підсистемах, що є інформаційно-пошуковими, завершальне опрацювання даних не передбачається. Вони виконують функції збору, первинного аналізу, накопичення і зберігання інформації, пошуку і видачі її користувачам. До них входять також підсистеми, які реалізують технологію автоматизованого опрацювання інформації. Склад цих підсистем однорідний у різних АІС і відповідно до державного стандарту включає інформаційне, технічне, програмне, математичне, правове, організаційне та ергономічне забезпечення.